# Vladislav Mîlnikov
Vladislav Mîlnikov (n. 12 septembrie 2000, Kursk, Regiunea Kursk, Rusia) este un scrimer rus, medaliat olimpic. A participat la o ediție a Jocurilor Olimpice (2020) în care a câștigat o medalie de argint.